# Железница (Гросупље)
Железница (словен. Železnica), је насељено место у брдима југоисточно од Гросупља у општини Гросупље у централној Словенији покрајина Долењска. Општина припада регији Средишња Словенија.
Налази се на надморској висини 508,3 м, површине 0,46 км². Приликом пописа становништва 2002. године насеље је имало 12 становника.
Локална црква посвећена Успењу Богородице припада парохији Шкоцјан при Турјаку. Црква је направљена у готском стилу 15. века, али је резстилизована у барокну средином 18. и 19. века.